# Warmtepomp

warmtepomp
1 condensor
2 turbine, eventueel smoorventiel
3 verdamper
4 compressor

Een warmtepomp is een apparaat dat warmte verplaatst door middel van arbeid. De bekendste vorm is een koelkast. Het begrip warmtepomp wordt meestal gebruikt voor de omgekeerde vorm, die bedoeld is om warmte van een lager niveau naar een hoger te brengen, bijvoorbeeld voor gebouwverwarming.
Een warmtepomp kan meer warmte leveren dan hij aan, meestal elektrische, energie verbruikt omdat deze warmte van een lager temperatuurniveau naar een hogere temperatuur 'pompt'.. Hoeveel meer warmte dit betekent, is afhankelijk van de gebruikte techniek en het temperatuurverschil dat moet worden overwonnen. In optimale situaties kan het tot vijf maal meer zijn, maar bijvoorbeeld een airconditioningsinstallatie, een lucht-lucht-warmtepomp, kan bij sterke vorst nauwelijks nog warmte aan de buitenlucht onttrekken. Hoe groter het temperatuurverschil tussen de lage-temperatuur bron en de hogere temperatuur sink, hoe meer mechanisch vermogen per eenheid getransformeerde warmte verricht moet worden.
Met een passende warmtepomp kunnen gebouwen efficiënt en milieuvriendelijk worden verwarmd. Bij gelijke omvang is het vermogen van de warmtepompen soms, in vergelijking een gas of olie gestookte cv-ketel, beperkter.Hierbij moet niet vergeten worden dat elektriciteit meestal per kWh duurder is dan aardgas (typisch een factor drie), Een verbeterde gebouwisolatie is daarom bij vervanging van een traditionele verwarming door een warmtepomp veelal noodzakelijk om tot een rendabele oplossing te komen.

## Geschiedenis
De eerste warmtepomp werd al in het begin van 20e eeuw te Zürich in gebruik genomen, maar deze werd geen succes. Toen in de zeventiger jaren van de 20e eeuw de oliecrisis uitbrak, werd de warmtepomp gezien als een mogelijk grote energiebespaarder. Er werd dan ook veel onderzoek gedaan naar mogelijke varianten. Hieruit ontstond onder andere de gasgestookte warmtepomp die, zoals de naam al suggereert, op aardgas werkt. Dit zou dan ook een goede toepassing zijn geweest op de toen opkomende aardgasindustrie.
Maar door de sterke daling van de energieprijzen in 1985 werden de meeste onderzoeken stopgezet. De warmtepompindustrie bleek ineens niet meer rendabel. Politici begonnen pas in 1990 in te zien dat niet zozeer het opraken van de energievoorraden een probleem was maar dat het milieu door de klimaatverandering de stijgende vervuiling niet meer aankon. Hierdoor werd het debat over de alternatieve energiebronnen weer aangeslingerd en daarmee het onderzoek naar de warmtepomp. Dit werd mede gesteund door de stijgende energieprijzen en het bijbehorende financiële voordeel.
Een van de problemen was het gebruikte koudemiddel. De vroeger gebruikte middelen zoals freon bleken giftig en een bijdrage te leveren aan de afbraak van de ozonlaag en aan het versterkte broeikaseffect. Een groot probleem bij de keuze van nieuwe middelen was de interactie met het gebruikte smeermiddel. Onder de opvolgers bevinden zich onder meer CO2 en alkanen, waaronder propaan en methylpropaan.
De kostprijs van de warmtepompen gaat door het grotere aanbod omlaag. Dit kan, samen met een stijging van de energieprijzen, zorgen voor een kortere terugverdientijd. Toch blijven onderzoekers verder zoeken hoe zij warmtepompen efficiënter kunnen maken.

## Toepassingen

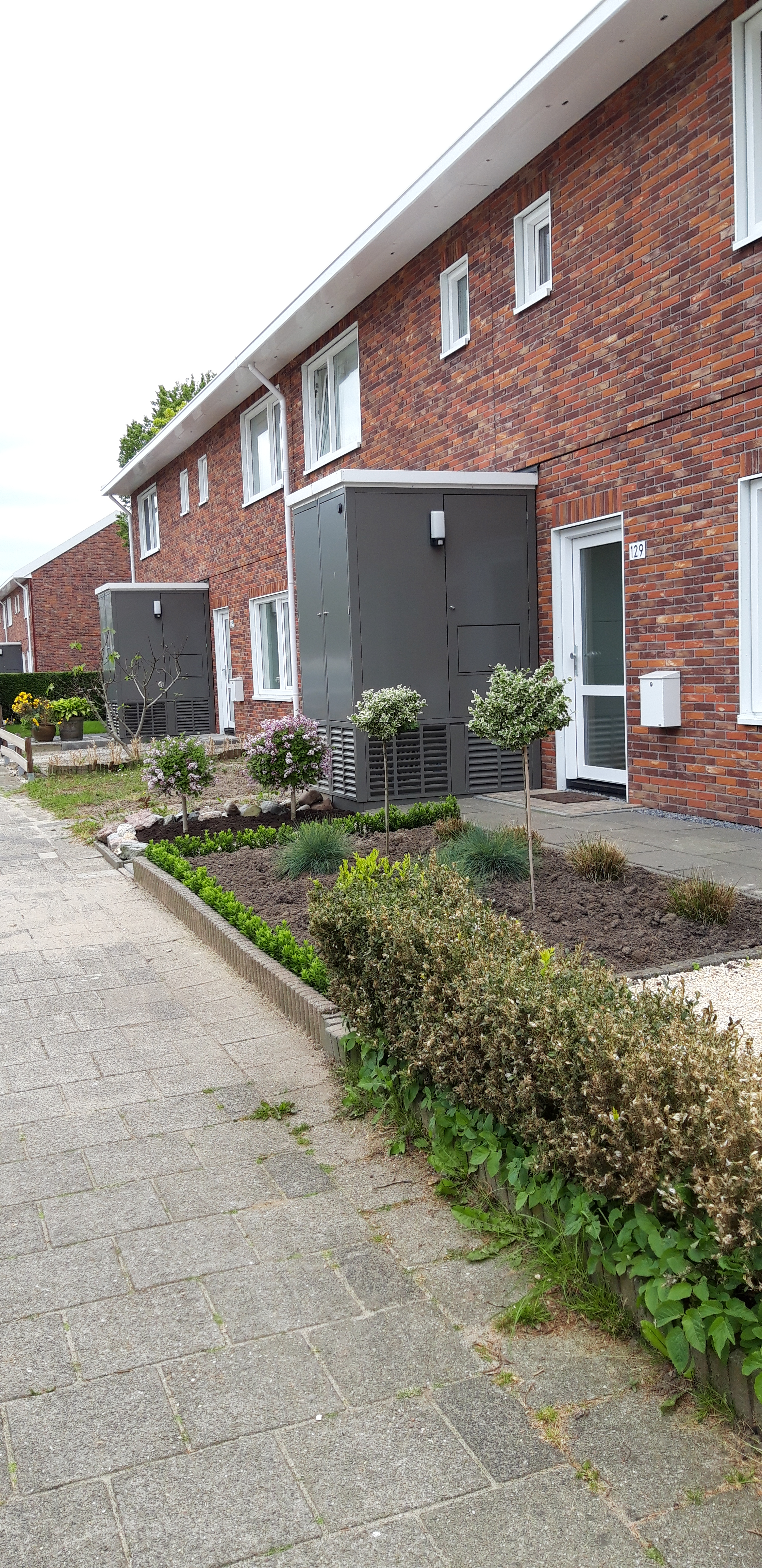
warmtepompen bij huurwoningen in Woerden

Een warmtepomp in huishoudelijke apparaten komt voor bij verwarming, maar ook bij de wasdroger. In de woningbouw en utiliteitsbouw wordt de warmtepomp gebruikt voor ruimteverwarming en koeling en bij woningbouw voor het aanmaken van warm tapwater. In die toepassing wordt de warmtepomp gezien als een vorm van duurzame energie, waarbij lage temperatuur-omgevingswarmte uit de bodem of de lucht wordt gebruikt voor verwarmingsdoeleinden op een hoger niveau. Wanneer de bodem als bron voor de warmtepomp wordt gebruikt is veelal in de grotere kantoortoepassingen sprake van warmte- en koudeopslag met open bodembronnen en steeds meer met gesloten bronnen. 
Ook in de glastuinbouw worden warmtepompen veelvuldig toegepast. Ook hier worden warmtepompen als duurzamer dan een gewone verwarming gezien. In de industrie met grote projecten in de chemische industrie en een sterke groei in de voedingsmiddelenindustrie is de warmtepomp een besparingsoptie. Nadeel in de industrie is dat de warmtebehoefte vaak op een (veel) hoger temperatuurniveau is, wat en technologische beperkingen geeft en het rendement van warmtepompen verslechtert.

## Werkingsprincipe
Alle soorten warmtepompen nemen bij lage temperatuur warmte op die bij hoge temperatuur weer wordt afgegeven. Volgens de tweede wet van de thermodynamica gaat dat niet vanzelf, zodat er een of andere vorm van arbeid aan te pas moet komen.
De meest voorkomende soorten warmtepompen werken door een vloeistof bij lage temperatuur te laten verdampen en de damp bij hoge temperatuur te laten condenseren. Het kookpunt moet dus in de eerste stap worden verlaagd en/of in de tweede worden verhoogd. Het kookpunt kan worden verlaagd door de druk te laten zakken in een turbine of (meestal) met behulp van een smoorventiel en vervolgens worden verhoogd door de druk te verhogen met een compressor (pomp).
Het geheel van verdampen, comprimeren, condenseren en expanderen vormt een gesloten kringloop voor het rondstromende koudemiddel, de thermodynamische cyclus, maar niet voor de warmte en de arbeid: aan het systeem wordt netto arbeid toegevoerd (in de compressor) en er wordt warmte verplaatst van de verdamper naar de condensor. Verliezen aan de omgeving van warmte treden op door de hoge temperatuur van de componenten.
Er is arbeid nodig om de lage temperatuur-energie uit de bodem of omgevingslucht-energie naar een hoger niveau te brengen. Het rendement van een warmtepomp wordt uitgedrukt met de Engelse term coefficient of performance (COP). Er zijn twee soorten, afhankelijk van het doel van de verplaatsing van de warmte. Als verwarming het doel is schrijft men COPverwarming. Het is de geleverde nuttige warmte, gedeeld door de warmte overeenkomend met de geleverde arbeid. De waarde is groter dan 1. Als de arbeid bijvoorbeeld geleverd wordt door gebruik van elektriciteit dan is de geleverde warmte per kWh dus groter dan bij een elektrische kachel, of anders gezegd, er zijn minder kWh nodig voor dezelfde geleverde warmte. Als koeling het doel is schrijft men COPkoelen. Het is de weggenomen warmte, gedeeld door de warmte overeenkomend met de geleverde arbeid.
De COP bereikt waarden, afhankelijk van de toepassing, van 4,0 tot 4,6 en komt daarmee op een tweede plaats aan rendement na de warmte-krachtkoppeling (WKK) (of micro-WKK) die een COP van 9 heeft.

### Thermische aandrijving
Een absorptiewarmtepomp is een warmtepomp die werkt zonder compressor, in sommige gevallen zelfs geheel zonder bewegende delen (behalve het stromende fluïdum uiteraard). De thermische energie wordt geleverd door gas, of bij industriële toepassingen door stoom. De pomp functioneert door het absorberen en uitdampen van een fluïdum, bijvoorbeeld water met lithiumbromide (LiBr), of water met ammoniak. Zulke warmtepompen zijn bijvoorbeeld te vinden in gasgestookte koelkastjes voor op de camping.
Een peltierelement zet elektrische stroom direct om in een warmtestroom tegen een temperatuurverschil. 

## Techniek
De werking van een warmtepomp met koudemiddel is in wezen die van een koelkast. Bij een koelkast wordt door de verdamper warmte onttrokken aan de te koelen producten, en wordt dit via de condensor afgegeven aan de buitenlucht. Bij een warmtepomp wordt deze warmte onttrokken aan elementen van het milieu (bodem, lucht, water...) en naar het verwarmingssysteem gevoerd. Het kringproces van het koelmiddel gebeurt volgens eenvoudige natuurkundige wetten. Het koudemiddel, een vloeistof die reeds op lage temperatuur kookt, loopt in een kring en wordt achtereenvolgens verdampt, gecomprimeerd, gecondenseerd en geëxpandeerd.

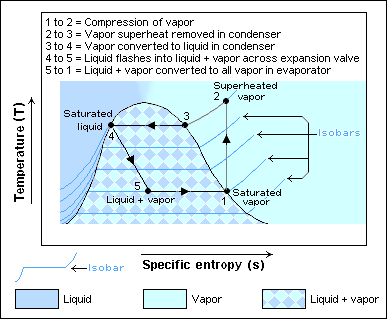
temperatuur–entropiediagram

Drukverhoging in de compressor
In de eerste stap wordt het gasvormige koudemiddel samengeperst, vaak in een scroll-compressor, maar ook andere typen compressoren als zuigercompressoren kunnen toegepast worden. Hierbij loopt de temperatuur op tot boven die van de te verwarmen ruimte. De hete damp stroomt naar de condensor.
Warmteafgifte in de condensor
In de condensor condenseert de damp tegen de relatief koude wand en geeft daarbij warmte af. De temperatuur waarbij dit gebeurt, is afhankelijk van de druk: hoe hoger de druk, hoe hoger het kookpunt. De vloeistof wordt aan de onderzijde van het reservoir afgetapt en stroomt dan naar een smoorventiel.
Drukverlaging
In het smoorventiel of reduceerventiel stroomt de vloeistof door een nauwe opening waarachter de druk aanzienlijk lager is.
Warmteopname uit de omgeving
In de verdamper is de druk lager, zodat de vloeistof aan de kook raakt. De warmte die hiervoor nodig is wordt onttrokken aan de omgeving. De temperatuur waarbij dit gebeurt, is afhankelijk van de heersende druk, die door de aanzuigende werking van de compressor laag wordt gehouden.
In de techniek wordt vaak een onderscheid gemaakt tussen warmtepompen en koelmachines. Warmtepompen worden gebruikt om warmte terug te winnen om bijvoorbeeld een huis te verwarmen. Koelmachines worden gebruikt om ruimten te koelen. Het principe is echter hetzelfde.

## Systemen
Bij de warmtepomp zijn er verschillende systemen; de keuze van het systeem hangt af van de situatie; er is ook een groot verschil in rendement tussen de verschillende warmtepompen. Enkele systemen zijn:

### Lucht-luchtwarmtepomp (airco)
Bij lucht-luchtwarmtepompen wordt de warmte, net als bij een lucht-waterwarmtepomp, gehaald uit de buitenlucht, waardoor het rendement afhankelijk is van de buitentemperatuur. In feite is een lucht-luchtwarmtepomp een airconditioning waar door middel van het omschakelen van een klepje de verdamper en de condensor omgeschakeld kunnen worden. Veel airco's worden dan ook verkocht met specificaties voor verwarming. De investeringskostprijs van dit type ligt relatief laag in vergelijking met andere soorten warmtepompen vooral als er sowieso een airco geplaatst moet worden. Daarbij komt dat de benodigde "opvoer" warmte vanwege het gebruik van een luchtblazer lager kan zijn dan bij het gebruik van (lage temperatuur)radiatoren zoals bij een lucht-waterwarmtepomp. Dat komt het rendement (COP-waarde) ten goede. Nadeel is dat de overheid geen subsidie geeft voor lucht-luchtwarmtepompen. Ook leidt het plaatsen van een airco, ook al wordt deze amper of zelfs niet voor koeling gebruikt, tot een lager energielabel. Ook heeft de bij dit systeem noodzakelijke luchtblazer bij zijn functie als airco bij temperaturen als 25 graden dan wel een aangenaam (afkoelend) effect. Maar mogelijk minder in zijn verwarmingsfunctie bij bijvoorbeeld slechts 18 graden. In de verwarmingsfunctie ontstaat er, i.t.t de airco functie, geen condenswater waardoor de kans op ziekteverwekkers zoals legionella een heel stuk kleiner is. De industrie is in de jaren 2010 wereldwijd fors aan het investeren in het betrouwbaar en efficiënter krijgen van een hele nieuwe generatie lucht-luchtwarmtepompen.
Er zijn twee systemen. Een single block waarbij koeler en verwarmer in één apparaat zitten en dus in een gat in de muur geïnstalleerd moeten worden of een split block waarbij het luchtblazer gedeelte in de te verwarmen/koelen ruimte geplaatst moet worden en verdamper (in de verwarmingsfunctie) buiten. Deze moeten o.a. door (geïsoleerde) koperen buisjes tussen de verdamper en condensor met elkaar worden verbonden. De compressor zit in het binnengedeelte waardoor er in de verwarmingsfunctie weinig warmteverliezen optreden.
Bij een lucht-luchtwarmtepomp wordt er géén lucht van buiten (met bijvoorbeeld de rook van de houtkachels van de buren) aangezogen. De warmte wordt namelijk als condensatiewarmte getransporteerd met het verdampte werkmiddel door koperen buisjes tussen de verdamper (buiten) en condensor (binnen) (in de verwarmingsmodus). Er wordt alleen lucht van buiten aangezogen met een ventilatiewarmtepomp (meestal een lucht-waterwarmtepomp).
Voordeel van een airco ten opzichte van een luchtwater- of waterwaterwarmtepomp is dat deze in de zomer beter geschikt zijn om te koelen. Er zal dan bijvoorbeeld ook geen condens kunnen slaan op de, dan afwezige, radiatoren aangezien het condens van de dan koelende binnenunit met een condenswaterleidinkje vanaf de verdamper naar buiten wordt afgevoerd. Door het ontbreken van de radiatoren hoeven deze derhalve i.t.t. luchtwater- en waterwaterwarmtepompen ook niet te voldoen aan voldoende warmteafgifte bij watertemperaturen waarbij deze warmtepompen nog een voldoende hoog rendement en opbrengst hebben. Een voordeel van de twee laatst genoemde warmtepompen is dat de warmtepomp soms ook tapwater kan opwarmen, al dan niet met elektrische weerstand ondersteuning om een eventueel voorraadvat voor tapwater af en toe tot 60 graden op te kunnen warmen tegen legionella.

### Lucht-waterwarmtepomp
Bij lucht-waterwarmtepompen wordt de energie uit de lucht gehaald en opgepompt tot een hogere temperatuur. Hierbij wordt de warmte afgegeven aan water. Dit is een ideaal systeem voor de verwarming van een woning. Het water dient meestal slechts tot 38 °C opgewarmd te worden, waardoor een hogere COP-waarde bereikt kan worden door de lage condensortemperatuur. Ook bij dit type is het rendement minder gunstig zodra het buiten vriest, maar nog steeds voldoende om de woning warm te krijgen. Daarnaast is het ook nog mogelijk om met sommige lucht-waterwarmtepompen te koelen. Dit verhoogt het comfort in de woning.

### Water-waterwarmtepomp
Bij water-waterwarmtepompen wordt de zogenaamde 'gratis' warmte uit water gehaald, via een warmtepomppaneel op het dak of het wordt met behulp van water uit de bodem gehaald. Voor al deze types geldt: Hoe groter men de warmtewisselaar dimensioneert, hoe beter het rendement van de installatie. Er zijn verschillende mogelijkheden.

verticale collector
1 aansluiting
2 grond
3 omgevingswarmte
4 koude deel van de collector
5 warme deel van de collector

#### Oppompen van water uit een rivier of meer

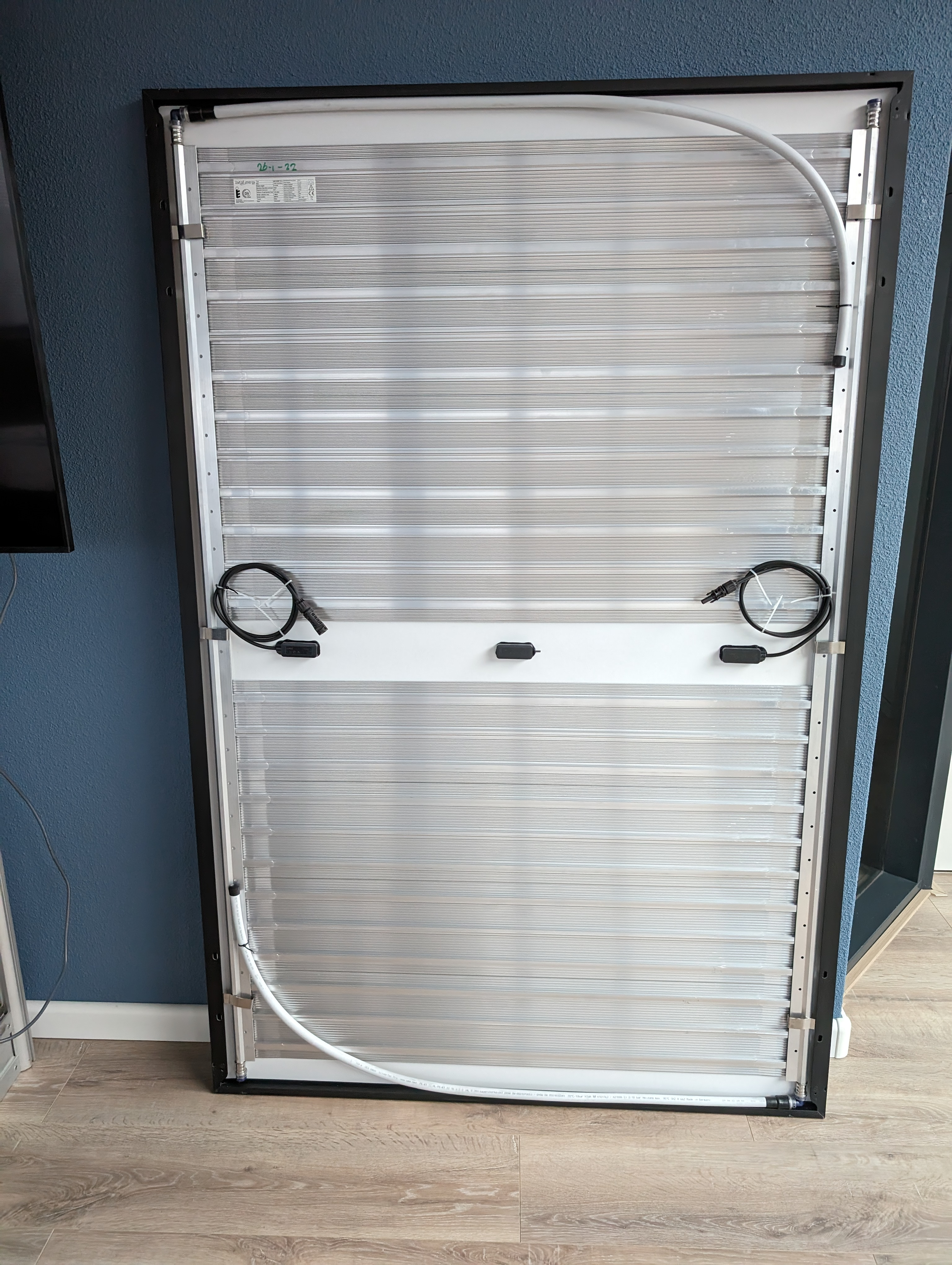
PVT Use All Energy

Indien de te verwarmen ruimte naast een waterloop of meer ligt kan daaruit water opgepompt worden, door het warmtepompsysteem gevoerd worden en dan terug worden geloosd. Dit is een vorm van aquathermie. Hierbij moet wel gezorgd worden voor een goed filter. Voor woonboten is het vaak mogelijk om een paar honderd meter PE-slang onder de ark te hangen, waardoor geen filters nodig zijn (gesloten systeem). Het rendement ligt relatief hoog aangezien een rivier of meer meestal niet helemaal dichtvriest en de temperatuur normaal dus niet onder de 4 °C komt te liggen. Ook is er weinig elektra nodig voor het rondpompen van het water en zal er geen uitputting van het medium ontstaan doordat het continu vervangen wordt.

#### Verticale grondwarmtewisselaar, gesloten systeem
In dit geval wordt een put geboord. De diepte hangt af van de grootte van de te verwarmen oppervlakte. In die put laat men water door U-vormige pijpen vloeien. Het water neemt de warmte van de diepe grondlagen op en wordt weer naar boven gepompt. In het warmtepompsysteem wordt de temperatuur dan weer verhoogd tot een bruikbare temperatuur. De dimensionering van deze warmtewisselaar, en de grondsoort waarin hij geplaatst wordt, bepaalt in hoge mate het rendement van de installatie. Overdimensionering verdient zichzelf op de lange duur altijd terug. Ondergedimensioneerde bodemlussen zijn de meest voorkomende oorzaak van het slecht of niet functioneren van warmtepompen.
Feitelijk dumpt de warmtepomp de koude uit het huis via de bodemlussen in de ondergrond. Daardoor koelt die grond af. Is dit naar het einde van het stookseizoen toe meer dan enkele graden, dan raakt de grond 'uitgeput'. Hierdoor zal het rendement achteruit hollen. Als de grond om de lussen heen bestaat uit grof zand en grind met beweeglijk grondwater, dan zal de bron in de zomer vanzelf bijtrekken. Echter, als er meerdere warmtewisselaars dicht bij elkaar geplaatst worden, of als de ondergrond relatief goed isoleert en het grondwater weinig beweeglijk is, dan zal de grond elk jaar een beetje kouder worden, waardoor het rendement jaar in jaar uit verder daalt. Het kan dan nodig zijn om in de zomer buitenwarmte of zonnewarmte te oogsten en daarmee de grond rond de warmtewisselaar te 'regenereren' (verwarmen). Of er moet dieper geboord worden, tot men met de nieuwe lussen in een grovere bodem zit.
Om te voorkomen dat de grond uitput zal men dat goed moeten dimensioneren. Om de juiste lengte te bepalen moet men ISSO 73 gebruiken; hierin staan de voorwaarden voor de berekening.
Deze ISSO-norm heeft een belangrijke tabel waar aan de hand van de draaiuren een waarde kan worden afgelezen wat men aan de grond kan onttrekken. Daar komen nog correcties bij van de specifieke grondsoorten en het percentage regeneratie. Bij geen draaiuurinformatie moet men 2000 uur aanhouden en 500 uur voor warmtapwaterbereiding, in totaal dus 2500 uur. In de praktijk komt dit uit tussen de 20 W/m en 25 W/m bijna nooit hoger. Bedenk wel dat een goed werkend grondsysteem merendeels het rendement van de warmtepomp bepaalt.

#### PVT-warmtepomppaneel op het dak
Het PVT-warmtepomppaneel combineert een zonnepaneel (PV) met een warmtewisselaar (T). Een goed gedimensioneerd warmtepomppaneel levert voldoende bronenergie op voor een all-electric-warmtepomp-verwarmingssysteem.

#### Warmte putten uit grondwater (open systeem)

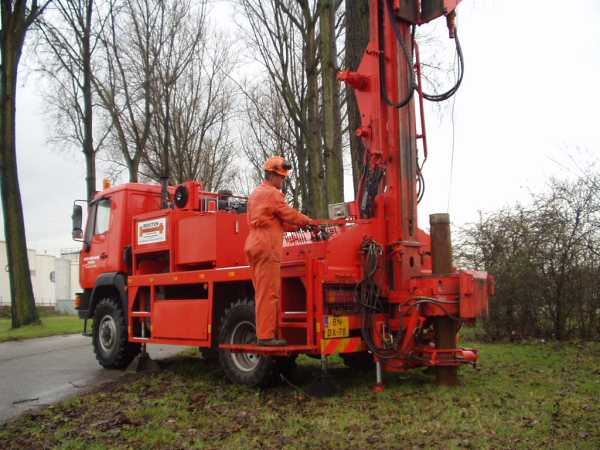
boren grondwaterput

Hierbij boort men meestal twee putten. Uit de ene pompt men grondwater op waaruit de warmte wordt gehaald. In de andere wordt het koude water geloosd. Het lozen van het koude water op het riool of oppervlaktewater is niet toegestaan. Dit systeem heeft vaak een groter rendement dan het vorige maar de kostprijs van de installatie ligt natuurlijk veel hoger doordat ook een tweede put geboord moet worden. Het rendement hangt ook sterk af van het type grond waar de installatie geplaatst wordt.
Dit systeem heeft grote voordelen wanneer de woning of het gebouw ook gekoeld moet worden. In de winter pompt men namelijk warm grondwater op; doordat hier warmte uit onttrokken wordt, koelt het af. Dit afgekoelde grondwater wordt weer opgeslagen in de andere put, zodat het in de zomer daaruit gehaald kan worden om het gebouw te koelen. Hierdoor warmt het grondwater weer op, deze warmte kan weer in de eerste put opgeslagen worden en in de winter worden gebruikt. In Nederland is ook voor dit type een vergunning nodig, wanneer er maximaal meer dan 10 m3/h opgepompt kan worden. Moderne, goed geïsoleerde kantoorpanden hebben vaak meer last van zonnehitte dan van koude. Hierdoor lozen ze in de zomer vaak veel meer warmte in de put, dan dat ze in de winter nodig hebben voor verwarming. Hierdoor ontstaat vaak een onbalans die slecht is voor het rendement en de stookkosten. De Nederlandse overheid gaat verplicht stellen dat zulke installaties weer in balans gebracht worden. Oplossing: In de winter gratis koude uit de buitenlucht oogsten en deze in de koude-put opslaan.
Meestal moeten zulke warmtebronnen regelmatig (twee keer per jaar) gespoeld worden met een zeer krachtige pomp.
Een klein deel van deze systemen functioneert slecht, meestal omdat de bron veel minder water levert dan gehoopt. Dan vergt het systeem heel veel pompenergie en de put slaat minder warmte op dan gepland. Soms kan vakkundig uitspoelen helpen. Soms moet er opnieuw geboord worden. Bij kleine projecten (minder dan tien huizen) verzieken de relatief hoge stroomrekeningen van de grondwaterpomp soms ook het rendement.

#### Horizontale grondwarmtewisselaar (gesloten systeem)

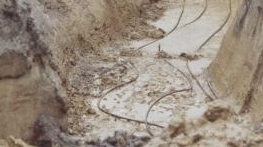
horizontale collector

Hierbij wordt er een groot buizennetwerk onder de tuin aangelegd. Er is een groot oppervlak nodig: ongeveer drie maal de grootte van het te verwarmen oppervlak. De COP is ook sterk seizoensafhankelijk omdat de leidingen meestal maar 70 cm tot 1,5 m onder de grond liggen. Als de winter lang en koud is, dan hebben zulke systemen vaak een heel slecht rendement. Als de tuin al aangelegd is, dan is er nog altijd de mogelijkheid om horizontale boringen uit te voeren. Dat zal natuurlijk de kostprijs verhogen. Een andere factor waar rekening mee moet worden gehouden is dat er geen diepwortelende planten boven de collector geplaatst mogen worden.

#### Benodigde grondoppervlakte
Afhankelijk van het vermogen van de warmtepomp en de soort grond kan men een schatting maken van welke oppervlakte de collector zou moeten hebben. De uit de diepere lagen opstromende warmte is als warmtebron verwaarloosbaar voor de bovenste lagen. De benutbare warmtehoeveelheid en dus de grootte van het vereiste oppervlak hangen sterk af van de thermosfysische eigenschappen van de grond en van de stralingsenergie.
De thermische eigenschappen, zoals volumetrische warmtecapaciteit en warmtegeleidend vermogen, zijn sterk afhankelijk van de samenstelling en de toestand van de grond. Eenvoudig gezegd zijn de opslageigenschappen en het warmtegeleidende vermogen groter naarmate de bodem meer water bevat, het aantal minerale bestanddelen groter is en de poriën kleiner zijn. Water heeft een relatief grote warmtecapaciteit, hierdoor is bij plaatsing van een warmtepomp met een collector minder oppervlakte vereist in natte bodems.
Een manier om een nattere bodem te verkrijgen is dieper graven. Dit zal de plaatsingskosten natuurlijk verhogen. Verder moet men rekening houden met uitputting van de bodem. Na een hele winter stoken zal de grond afkoelen, hierdoor kan men minder warmte onttrekken.
De onttrekkingsvermogens (qe) van de bodem liggen tussen de 10 en 35 W/m². Hier zijn enkele onttrekkingsvermogens voor de verschillende bodems.
| bodem                      | onttrekkingsvermogen |
| -------------------------- | -------------------- |
| droge zanderige bodem      | 10-15 W/m²           |
| vochtige zanderige bodem   | 15-20 W/m²           |
| droge leemachtige bodem    | 20-25 W/m²           |
| vochtige leemachtige bodem | 25-30 W/m²           |
| bodem met grondwater       | 30-35 W/m²           |

### Voorbeeld
Veronderstel een situatie van een woning met als grondsoort vochtige leemachtige bodem; we gebruiken dus een onttrekkingsvermogen van 25 W/m². We nemen geen 30 W/m² omdat naarmate het stookseizoen vordert er minder energie in de bodem aanwezig zal zijn door uitputting van de grond.
Samen met de warmtebehoefte van het huis wordt hiermee de vereiste grondoppervlakte bepaald. Het vereiste grondoppervlak wordt berekend op basis van het koelvermogen (Qk) van de warmtepomp. Het koelvermogen is het verschil tussen het verwarmingsvermogen van de warmtepomp en het opgenomen vermogen uit het net (Pwp).
We beschouwen een warmtepomp met een verwarmingsvermogen (Qwp) van 10,8 kW.
Deze warmtepomp heeft als eigenschap dat ze daarvan 2,4 kW uit het net haalt.
Dit is met andere woorden een warmtepomp met een COP van 4,5.
Qk = Qwp − Pwp = 10,8 − 2,4 = 8,4 kW
Het koelvermogen is dus 8,4 kW
Benodigde grondoppervlakte wordt berekend door het koelvermogen van de warmtepomp te delen door het onttrekkingsvermogen van de bodem.
Hier wordt dit 8.400 / 25 = 336 m²
We besluiten dat er in dit voorbeeld een collector nodig is die 336 m² groot is.

#### Bepalen nodige circuits van de collector
Nu weten we reeds de nodige oppervlakte, maar het is ook belangrijk om de lengte van de nodige circuits in dat oppervlak te bepalen. De leidingen worden geplaatst in buiscircuits van maximum 100 m lengte. Deze lengte wordt genomen omdat er anders een te groot drukverlies door de leidingen ontstaat.
Het aantal circuits hangt voornamelijk af van de soort gebruikte leiding.

### Voorbeeld
Stel dat we leidingen van het type PE 25 × 2,3 gebruiken. Dit zijn leidingen met een diameter van 25 mm en een wanddikte van 2,3 mm. In tabellen kan men vinden dat deze leidingen de eigenschap hebben dat men 2x de lengte leidingen nodig heeft van de benodigde oppervlakte grond. Deze waarden worden experimenteel vastgesteld.
We gebruiken het nodige grondoppervlak van in vorig voorbeeld, namelijk 336 m².
336 × 2 = 672 m
We merken dat we ongeveer 672 m leidingen nodig hebben.
Het aantal circuits vinden we nu makkelijk door het aantal meter te delen door 100 (de lengte van elk circuit).
We zullen dus 6,72 circuits nodig hebben. We zullen in realiteit dus 7 circuits gebruiken.

## Vergunning

### Nederland
Met de invoering van het Wijzigingsbesluit bodemenergiesystemen op 1 juli 2013 is in Nederland voor zowel een open als een gesloten systeem een vergunning en een melding bij de overheid verplicht vanwege ervaringen in Staufen im Breisgau waarbij de binnenstad 12 cm omhoog kwam door het aanboren van een overdruk aquifer.

#### Obm-vergunning
Voor gesloten systemen met een vermogen groter dan 70 kW kan ook een omgevingsvergunning beperkte milieutoets (obm-vergunning) verplicht worden. Het systeem wordt dan ingevoerd in het Landelijke Grondwaterregister (LGR) en is na 24 uur zichtbaar op WKOtool. Als warmtepompsystemen in een omgeving te dicht bij elkaar staan kan dit een negatief effect hebben op het rendement van de installaties.

#### Waterwet
Voor open bronsystemen is een vergunning nodig van de provincie in het kader van de Waterwet. Tot 22-12-2009 was deze vergunning nodig op basis van de Grondwaterwet, deze is met de ingang van de Waterwet komen te vervallen.

### België
In Vlaanderen is de vergunnings- of meldingsplicht afhankelijk van het type verticale grondboring, meer bepaald volgens rubriek 55.1 van VLAREM.
In het Brussels Gewest is voor kleinere installaties (< 10 kW) zonder grondboring meestal geen milieuvergunning nodig. Voor boringen is een stedenbouwkundige vergunning vereist, via de gemeente.

### Suriname
In Suriname, waar warmtepompen vrijwel niet gebruikt worden, bestaat geen wettelijke regeling betreffende het gebruik van warmtepompen voor verwarming.

## Werkingswijzen
Monovalente werkingBij dit systeem wordt het hele huis uitsluitend verwarmd door de warmtepomp. Er zijn geen bijverwarmingen. Hierbij is het dan ook zeer belangrijk dat de warmtepomp goed gedimensioneerd is. Men moet ervoor zorgen dat er altijd genoeg warmte beschikbaar is, maar een overgedimensioneerde warmtepomp komt vlug duur uit. Hierbij moet ook rekening gehouden worden met de constante behoefte aan warm tapwater. Vooral het type water-water is geschikt voor deze werkingswijze.
Mono-energetische werkingDe warmtepomp zorgt voor het grootste deel van de warmtebehoefte, maar bij erg koud weer wordt ze ondersteund door een elektrisch aangedreven warmtegenerator zoals een weerstand. Bij de meeste installaties wordt 70 à 80 % van het benodigde warmtevermogen geschat. Het aandeel van de jaarlijkse stookactiviteit van de warmtepomp bedraagt rond de 92 à 98 %. Hierbij is een minder hoge investering in de warmtepomp nodig, ten opzichte van een warmtepomp met monovalente werking.
Bivalent-parallelle werkingDe warmtepompinstallatie wordt tijdens de verwarmingswerking aangevuld met een bijkomende warmtegenerator (mazout- /gasketel). Het verwarmingsvermogen van de warmtepomp wordt dan gerekend op 50 à 70 % van de warmtebehoefte van het huis. Het aandeel van de warmtepomp in de jaarlijkse stookactiviteit ligt tussen de 72 en 90 %. Dit komt vooral goedkoop uit bij renovatiewerken met een reeds bestaande verwarming.
Bivalent-alternatieve werkingDe warmtepomp zal tot aan een bepaalde minimum buitentemperatuur voor de volledige verwarming van het huis zorgen. Als de buitentemperatuur te laag is wordt de warmtepomp volledig uitgeschakeld en wordt het huis verwarmd door een andere verwarmingsinstallatie. Dit komt vooral veel voor bij lucht-waterwarmtepompen omdat deze een laag rendement hebben bij lage buitentemperaturen.

## Voor- en nadelen
Voordelen
- Geen olie- of gaskosten
- Lagere CO2-uitstoot (Als tenminste de benodigde elektriciteit niet vooral uit kolen wordt opgewekt.)
- Geen schoorsteen nodig
- Geen opslag van stookolie nodig
- Kan ook dienen als koeling bij te hoge binnentemperaturen
- Kan bij industriële processen toegepast worden om restwarmte te hergebruiken
- Regeneratie van de bodem in de zomer bij bodem/water warmtepompen (passieve koeling)
- Lage onderhoudskosten
- Premies
- Verhoogt het zelfverbruik
- Verlaging van het EPBD van de woning

Nadelen
- Geluidsoverlast door de buitenunit (compressor)
- Grote investering
- Grotere dimensie van radiatoren of vloerverwarming vereist
- Opwarming gebeurt op lagere temperaturen en verloopt dus trager, of er moeten radiatoren met ingebouwde ventilator gebruikt worden
- Bij het type met de horizontale collector is een grote oppervlakte vereist, bij andere systemen is een specifieke ligging nodig
- Vergunningen zijn vereist
- Uitbreiding van een woning vereist extra capaciteit van de warmtepomp die het niet kan leveren omdat deze precies is berekend op de huidige warmtevraag.[10]
- Systemen met een elektrisch back-upsysteem voor als de warmtebron (grond, water of lucht) onvoldoende warmte levert of er een storing in het warmtepompsysteem is, zorgen door het lage rendement voor hoge elektriciteitskosten.[10]

## Duurzaamheid en milieu
De impact van warmtepompen op klimaat en milieu is onder te verdelen in twee aspecten: het effect van de energieproductie met de warmtepomp en van de levenscyclus van de warmtepomp zelf. Dit komt overeen met de twee aspecten waaraan in Nederland eisen worden gesteld bij nieuwbouw in het Bouwbesluit. Daarbij wordt onderscheid gemaakt tussen de energieprestatie en de milieuprestatie van gebouwen.
Bij de energieopwekking gaat het om de hoeveelheid broeikasgassen die worden veroorzaakt per hoeveelheid geleverde energie. Een warmtepomp verbruikt elektriciteit om een ruimte te verwarmen. Volgens Milieu Centraal levert een warmtepomp in een goed geïsoleerde hoekwoning een besparing op van bijna de helft aan CO2 -uitstoot ten opzichte van het gebruik van een HR-ketel op aardgas. Hierbij is uitgegaan van een Nederlandse elektriciteitsvoorziening die nog grotendeels is gebaseerd op fossiele brandstoffen. Wanneer de elektriciteit voor de warmtepomp met emissievrije opwekkingsmiddelen wordt opgewekt, zoals windmolens, zonnepanelen en kerncentrales, dan daalt de uitstoot door het gebruik van een warmtepomp nog verder.
In de levenscyclus van een warmtepomp worden ook emissies veroorzaakt. Het gaat hierbij o.a. om de winning van de benodigde grondstoffen, de productie van de warmtepomp, de distributie en uiteindelijk de verwerking aan het einde van de levensduur. Daarnaast lekt er bijvoorbeeld een klein beetje koolstofdioxide uit het koudemiddel in warmtepompen. In februari 2023 maakte de Nationale Milieudatabase, verantwoordelijk voor de berekening van de milieuprestaties van bouwwerken in Nederland, bekend dat de milieuprestaties van warmtepompen een stuk slechter zijn dan voorheen berekend. De score zou zelfs zodanig slecht zijn, dat dit de realisatie van nieuwe gebouwen met warmtepompen zou kunnen verhinderen. Om dit te voorkomen werd een 'tijdelijke verrekenfactor' ingesteld, die het rekenen met de oude waarden voorlopig mogelijk maakt. Het slechter uitvallen van de score had voor een groot deel te maken met het eerder niet meerekenen van de milieu-impact van het koudemiddel, de elektronica en de levensduur van de warmtepomp. Het gaat in deze berekening alleen om de warmtepomp zelf; de warmtepomp boiler en het afgiftesysteem (zoals vloerverwarming) moeten daarnaast nog apart worden berekend. Door de emissies bij het gebruik en de emissies door de levenscyclus van de warmtepomp bij elkaar te nemen, zal de warmtepomp in de meeste gevallen alsnog tot minder emissies leiden dan een aardgasgestookte HR-ketel.

### Grondstoffen en recycling
De meeste warmtepompen bevatten metalen zoals aluminium, koper of roestvrij staal en daarnaast kunststoffen. De winning van erts door mijnbouw kan op verschillende manieren een negatieve klimaat-, milieu- of maatschappelijke impact hebben. Kunststoffen zijn in de meeste gevallen gebaseerd op aardolie, een fossiele grondstof. Ook bevatten warmtepompen koelvloeistoffen zoals R-410A en R-32. De basis van het chemische productieproces voor deze verschillende vloeistoffen bestaat vaak uit koolwaterstoffen, verkregen uit fossiele grondstoffen zoals aardgas en aardolie. De koelvloeistoffen hebben in meer of mindere mate een klimaatimpact als deze in de atmosfeer terecht komen. R-410A (pentafluorethaan) heeft een duizenden keren sterker broeikaseffect dan CO2. In de EU is het daarom verplicht om deze koelvloeistoffen ofwel te recyclen of te vernietigen. De winning, verwerking en productie van alle bij de productie van warmtepompen betrokken grondstoffen verbruikt energie, waarbij mogelijk emissies worden veroorzaakt.

## Rendement
De warmtepomp komt met een COP van 4,2 tot 4,6 op de tweede plaats na de warmte-krachtkoppeling (of microwarmte-krachtkoppeling) die een COP van 9 heeft.
Een typische eigenschap van warmtepompen is dat met een bepaalde hoeveelheid energie, in de vorm van arbeid, een grotere hoeveelheid warmte-energie kan worden verplaatst dan er aan arbeid is verricht. Hierdoor kunnen ze een COP (coefficient of performance, ofwel prestatiecoëfficiënt) hebben die hoger is dan 100%. Dit begrip werd in het leven geroepen om de verschillende warmtepompen te kunnen vergelijken. Men mag het in geen geval vergelijken met een thermodynamisch rendement, dat betrekking heeft op de omzetting van warmte-energie in arbeid, niet op de verplaatsing ervan. Later in dit artikel wordt op dit begrip nader ingegaan.
De arbeid van de compressor is nodig voor het verpompen van het koudemiddel tegen het drukverschil tussen condensor en verdamper in. Naarmate dit drukverschil groter is moet de compressor meer arbeid leveren voor dezelfde hoeveelheid verplaatst koudemiddel (en hiermee verplaatste warmte). Het drukverschil hangt samen met het temperatuurverschil tussen condensor en verdamper. Voor een zo hoog mogelijke opbrengst moet dit temperatuurverschil dus zo klein mogelijk zijn. Een deel van het temperatuurverschil zit tussen die van de verdamper en de omgeving, respectievelijk de condensor en de te verwarmen ruimte. Om deze verschillen zo klein mogelijk te maken hebben de condensor en verdamper een groot oppervlak en waar mogelijk een ventilator.
In het T,s-diagram hiernaast zijn de twee deelprocessen weergegeven die de thermodynamische verliezen veroorzaken, namelijk de expansie in het smoorventiel en de afkoeling van het hete gas in de condensor. In het eerste geval wordt mechanische energie direct omgezet in warmte, in het tweede geval worden twee reservoirs van verschillende temperatuur gemengd. Thermodynamisch beter (maar technisch moeilijk) zou zijn de drukverlaging te laten plaatsvinden in een turbine of een cilinder met zuiger, de verplaatsing van de zuiger benuttend als arbeid, respectievelijk de compressor te voeden met een mengsel van vloeistof en damp zodanig dat aan het eind van de compressieslag alle vloeistof net is verdampt.

## Coefficient of performance
De "coefficient of performance" (COP), of "prestatiecoëfficient", is gedefinieerd als de verhouding tussen de hoeveelheid afgegeven warmte tegenover de hoeveelheid verbruikte energie van onder andere een warmtepomp. Deze energie wordt bij de warmtepomp gebruikt door de compressor. De (dimensieloze) COP wordt gedefinieerd als:
{\displaystyle COP={\frac {|Q|}{W}}}
met 
{\displaystyle Q} de bruikbare hoeveelheid warmte geleverd door de condensor van de warmtepomp
{\displaystyle W} de hoeveelheid energie die verbruikt is door de compressor
Volgens de eerste wet van de thermodynamica geldt dat: {\displaystyle Q_{\text{warm}}=Q_{\text{koud}}+W}. Dus {\displaystyle W=Q_{\text{warm}}-Q_{\text{koud}}}, waar {\displaystyle Q_{\text{warm}}} de warmte is die door het warmtereservoir is afgegeven en {\displaystyle Q_{\text{koud}}} de warmte opgeslagen in het koudereservoir.
Substitutie van W uit de definitie door het resultaat geeft:
{\displaystyle COP_{\text{verwarming}}={\frac {Q_{\text{warm}}}{Q_{\text{warm}}-Q_{\text{koud}}}}}
Verder geldt voor een Carnot kringproces (waarin entropie {\displaystyle {\frac {Q}{T}}} behouden blijft)  dat {\displaystyle {\frac {Q_{\text{warm}}}{T_{\text{warm}}}}={\frac {Q_{\text{koud}}}{T_{\text{koud}}}}} en dus {\displaystyle Q_{\text{koud}}={\frac {Q_{\text{warm}}T_{\text{koud}}}{T_{\text{warm}}}}}, waar {\displaystyle T_{\text{warm}}} en {\displaystyle T_{\text{koud}}} de temperaturen van het warme en het koude reservoir zijn.
Door dit te substitueren in het resultaat voor de COP volgt:
{\displaystyle COP_{\text{verwarming}}={\frac {T_{\text{warm}}}{T_{\text{warm}}-T_{\text{koud}}}}}, alle temperaturen in kelvin
net zoals,
{\displaystyle COP_{\text{koelen}}={\frac {Q_{\text{koud}}}{Q_{\text{warm}}-Q_{\text{koud}}}}={\frac {T_{\text{koud}}}{T_{\text{warm}}-T_{\text{koud}}}}}
Hieruit volgt weer dat {\displaystyle COP_{\text{koelen}}=COP_{\text{verwarming}}-1}
Beide COP's geven het theoretisch maximale rendement, het zogeheten Carnot-rendement. Dit is het theoretisch maximum omdat niet is rekening gehouden met allerlei verliezen, waardoor het feitelijk rendement slechts 50% tot 70% bedraagt van het theoretisch maximum.
Het komt erop neer dat voor een hoge COP, en dus voor lage stookkosten, de temperatuur van de vloeistof die uit de bodem wordt opgepompt zo hoog mogelijk moet zijn en dat de temperatuur van het water waarmee het huis verwarmd wordt zo laag mogelijk moet zijn. Dit vraagt om grote of veel warmtewisselaars in de bodem, en veel slangen in de vloerverwarming.
Warmtepompen worden standaard getest met een T-koud van 273, en een T-warm van 308 kelvin (0 respectievelijk 35 graden Celsius). De theoretisch maximale COP bij verwarming is volgens bovenstaande formule dan 8,8. De door TNO gemeten COP is echter bij bijna alle merken tussen 4,2 en 4,6. Dat laat zien dat er nog veel ruimte voor verbetering van het rendement is.

### Voorbeeld
Een water-waterwarmtepomp heeft een COP van 3,5. Dit wil zeggen dat de warmtepomp theoretisch in staat is om 3,5 kWh aan warmte te produceren voor elke kWh die ze uit het elektriciteitsnet haalt. Dit kan men gelijkstellen aan een rendement van 350%. Bij gewone elektrische verwarming heb je slechts een rendement van 100%. Weer willen we duidelijk maken dat dit rendement bekeken is vanuit een economisch standpunt. De warmte die uit de omgeving opgenomen wordt is immers gratis. Volledig thermodynamisch gezien zou het dan ook verkeerd zijn om te zeggen dat we een rendement van meer dan 100% behalen.
De verhouding tussen de gas- en elektriciteitsprijs bepaalt vervolgens wat de bedrijfskosten zijn.
Als voorbeeld de productie van 1 GJ warmte met een hoogrendementsketel ten opzichte van een waterwarmtepomp:
- De hoogrendementsketel heeft een gemiddeld rendement van 90 % op bovenwaarde
- De water-waterwarmtepomp heeft een SPF van 3
- De energetische waarde van 1 kWh elektriciteit is 1 kJ/s × 3600s = 3600 kJ = 3,6 MJ
- De energetische waarde (bovenwaarde) van 1 m³ Gronings aardgas bedraagt 35,2 MJ
- De kosten voor 1 kWh elektriciteit bedragen € 0,40 (per 1 mei 2023)
- De kosten voor 1 m³ aardgas bedragen € 1,40 (per 1 mei 2023)

Voor de productie van 1 GJ ofwel 1000 MJ warmte heeft de hoogrendementsketel 1000/0,90 = 1100 MJ aan aardgas nodig, ofwel 1100/35,2 = 31,5 m³ aardgas. De kosten hiervoor bedragen 31,5 × € 1,40 = € 44,10 (1 mei 2023). Voor de productie van 1 GJ ofwel 1000 MJ warmte heeft de warmtepomp 1000/3 = 333 MJ aan elektra nodig, ofwel 333/3,6 = 92,5 kWh.
De kosten hiervoor bedragen 92,5 × € 0,40 = € 37,00 (1 mei 2023).
Bij een gasgestookte elektriciteitscentrale met een rendement van 40 % is in zomertijd dus slechts 333 / 0,40 = 833 MJ ofwel 833/35,2 = 23,7 m³ aardgas nodig, tegenover 31,5 m³ bij de hoogrendementsketel.

### Wintertijd
Als de buitentemperatuur daalt zal de efficiëntie van een warmtepomp afnemen. Zo kan bij vriesweer (buitentemperatuur lager dan -10 graden Celsius) de COP dalen naar 2,0.
Voor de productie van 1 GJ heeft de warmtepomp dan 1000/2 = 500 MJ aan elektra nodig, dit is 500/3,6 = 138,88 kWh. De bijbehorende kosten zullen dan stijgen tot 138,88 * 0,40 = € 55,55 (1 mei 2023) 
Bij een gasgestookte elektriciteitscentrale met een rendement van 40 % is in wintertijd voor de warmtepomp 500 / 0,40 = 1250 MJ ofwel 1250/35,2 = 35,51 m³ aardgas nodig, tegenover 31,5 m³ bij de oudere hoogrendementsketel.
Het voordeel van de warmtepomp verdwijnt dus volledig in wintertijd met lage buitentemperaturen. Er zal meer energie verbruikt worden en meer CO2 worden geproduceerd.
Bij kolengestookte centrales zal er nog meer CO2 worden geproduceerd dan in de oude situatie.
De energiebesparing bij woningen kan worden verhoogd door 's zomers warmte de grond in te pompen voor gebruik in de winter. Een grote lucht-waterwarmtewisselaar kan, bij voldoende afmeting eventueel zonder ventilator, op het dak in de wind gezet worden. Zodra de luchttemperatuur hoger is dan de grondwatertemperatuur, kan dit al bijdragen aan rendementsverhoging. Ook kan de vloerverwarming op hete dagen zonnewarmte uit de vloeren naar beneden pompen en daarmee het huis ook nog gratis koelen. Zo wordt het grondwater voorverwarmd, waardoor het rendement van de warmtepomp in de winter flink stijgt. Met deze combinatie van bodem- en zomerluchtwarmte kan de CO2-uitstoot, en dus de broeikas-bijdrage door gebouwverwarmingen spectaculair dalen.

### SPF
Het rendement (COP) aangegeven bij de aankoop van een lucht-/waterwarmtepomp is het theoretische rendement. Dit ligt meestal een stuk hoger dan het reële rendement. Wel is het duidelijk dat er grote verschillen zijn. Als men toch het reële rendement wil weten, gaat men ervan uit dat de COP met 0,4 à 0,7 verminderd moet worden; dit hangt natuurlijk af van het type warmtepomp. Zo wordt bij een bodem-/waterwarmtepomp het rendement opgegeven bij B0/W35 maar bij een goed gedimensioneerde bron zal de temperatuur nooit zakken onder de 0 °C en ligt deze bij het begin van het stookseizoen zelfs op 10 à 12 °C. Buiten een goede warmtepomp is het belangrijk dat de gevraagde vertrektemperatuur (temperatuur van de te verwarmen ruimte) zo laag mogelijk is. Hierdoor worden warmtepompen vaak gecombineerd met vloerverwarming. Het rendement op een stookseizoen bekeken noemt men de SPF (seasonal performance factor).

## Warmtepompen installeren per type woning

### Warmtepomp installeren in een nieuwe woning
Een belangrijk voordeel van het installeren van een warmtepomp in een nieuwbouwwoning is dat deze vanaf het begin optimaal kan worden afgestemd op de woning. Hierdoor kan er rekening worden gehouden met de isolatie, ventilatie en andere installaties zoals zonnepanelen. Bovendien kan er rekening worden gehouden met de toekomstige energiebehoefte van de woning, zodat er geen overschotten of tekorten ontstaan. Het installeren van een warmtepomp in een nieuwbouwwoning kan worden uitgevoerd door een erkende installateur. Deze zal eerst een berekening maken van de benodigde capaciteit van de warmtepomp in relatie tot de isolatie en ventilatie van de woning. Vervolgens zal de installateur de warmtepomp aansluiten op de verwarmingsinstallatie en deze afstellen op de juiste temperatuur en capaciteit. Een warmtepomp bestaat uit een binnenunit en een buitenunit. De binnenunit is verantwoordelijk voor het verwarmen van de woning, terwijl de buitenunit zorgt voor de opwekking van warmte uit de lucht of grond. De buitenunit moet daarom op een geschikte plek worden geïnstalleerd, bijvoorbeeld in de tuin of tegen de gevel. Hierbij moet rekening worden gehouden met het geluidsniveau en trillingsniveau van de unit.

### Warmtepomp installeren in een bestaande woning
Bij een bestaande woning zijn er andere zaken om rekening mee te houden Zo moet er een doorvoer komen voor de leidingen in de buitenmuur, en moet er plaats zijn voor de buitenunit. Ook binnen moet ruimte zijn voor de warmtepomp, bij voorkeur zo dicht mogelijk bij de cv-ketel in het geval van een hybride warmtepomp. De isolatie is echter het meest van belang bij het installeren van een warmtepomp in een bestaande woning, om er zo veel mogelijk profijt van te hebben.

## Aantallen Nederland
Sinds 2016 verstrekt de overheid de ISDE (InvesteringsSubsidie Duurzame Energie en Energiebesparing), om het verbruik van gas terug te dringen en Nederland te verduurzamen. De subsidie loopt tot en met 31 december 2025. Daarnaast is er in het Klimaatakkoord afgesproken dat warmtepompen ondersteund worden tot 2030.
Het aantal warmtepompen in Nederland groeit sinds 2015 in een rap tempo, zo blijkt uit cijfers van het CBS:
| jaar | woningen  | totaal gebouwen |
| ---- | --------- | --------------- |
| 1995 | 1.743     | 1.810           |
| 2000 | 6.176     | 6.851           |
| 2005 | 20.648    | 23.701          |
| 2010 | 51.058    | 75.044          |
| 2015 | 143.425   | 295.459         |
| 2020 | 618.785   | 978.463         |
| 2021 | 1.006,082 | 1.412.196       |
| 2022 | 1.379.887 | 1.809.952       |
| 2023 | 1.806.966 | 2.257.798       |